# Consell de Ministres d'Espanya (Legislatura Constituent)

Escut de l'estat espanyol, oficial de 1977 a 1981

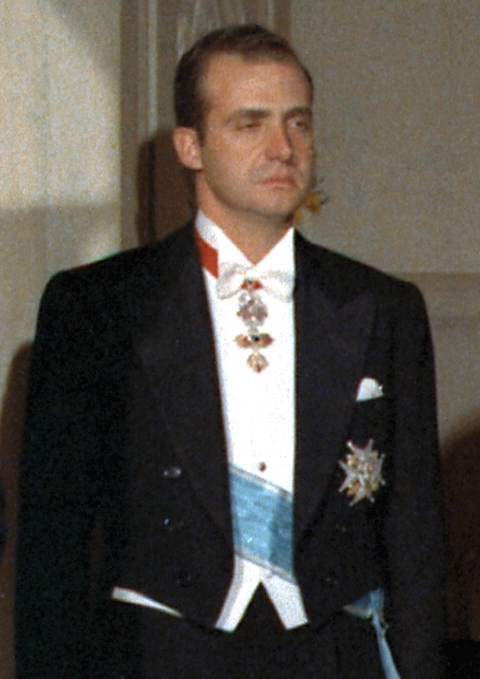
Joan Carles I, rei d'Espanya

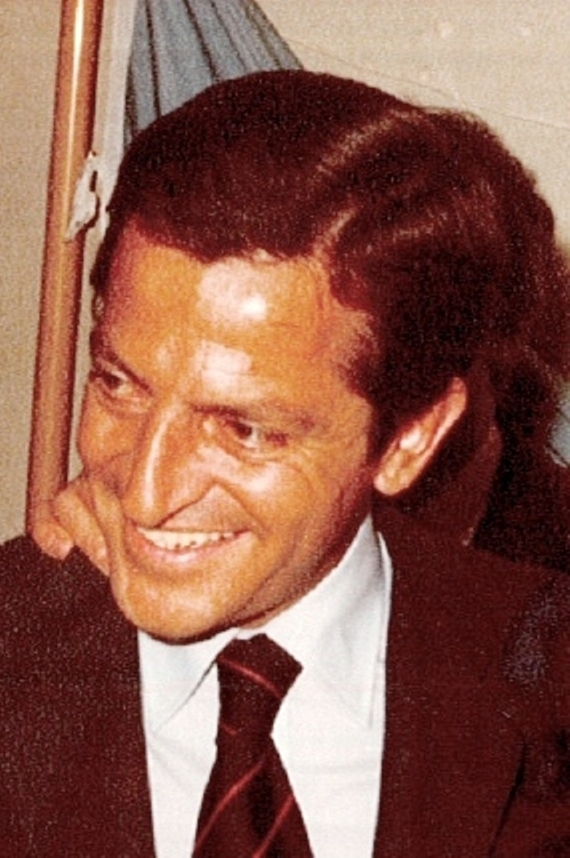
Adolfo Suárez, cap de Govern

Consell de Ministres d'Espanya del 5 de juliol de 1977 al 6 d'abril de 1979.
- President del Govern

Adolfo Suárez González
Ministres
- Vicepresident Primer i Ministre de Defensa

Manuel Gutiérrez Mellado
- Vicepresident Segon i Ministre d'Economia

Enrique Fuentes Quintana
- Vicepresident Tercer del Govern

Fernando Abril Martorell
- Ministre d'Afers exteriors

Marcelino Oreja Aguirre
- Ministre de Justícia

Landelino Lavilla Alsina
- Ministre d'Hisenda

Francisco Fernández Ordóñez
- Ministre de l'Interior

Rodolfo Martín Villa
- Ministre d'Obres Públiques i Urbanisme d'Espanya

Joaquín Garrigues Walker
- Ministre d'Educació i Ciència

Íñigo Cavero Lataillade
- Ministre de Treball

Manuel Jiménez de Parga Cabrera fins al 28 de febrer de 1978
Rafael Calvo Ortega des del 28 de febrer de 1978
- Ministre d'Indústria i Energia

Alberto Oliart Saussol fins al 28 de febrer de 1978
Agustín Rodríguez Sahagún des del 28 de febrer de 1978
- Ministre d'Agricultura

José Enrique Martínez Genique fins al 28 de febrer de 1978
Jaime Lamo de Espinosa des del 28 de febrer de 1978
- Ministre de Comerç i Turisme

Juan Antonio García Díez
- Ministre de la Presidència

José Manuel Otero Novas
- Ministre de Transport i Comunicacions

José Lladó y Fernández Urrutia fins al 28 de febrer de 1978
Salvador Sánchez-Terán Hernández des del 28 de febrer de 1978
- Ministre de Sanitat i Seguretat Social

Enrique Sánchez de León Pérez
- Ministre de Cultura i Benestar

Pío Cabanillas Gallas
- Ministre Adjunt per a les Regions

Manuel Clavero Arévalo
- Ministre Adjunt per a les Relacions amb les Corts

Ignacio Camuñas Solís fins al 28 de febrer de 1978
- Ministre per a les Relacions amb les Comunitats Europees

Leopoldo Calvo-Sotelo Bustelo des del 28 de febrer de 1978.

## Canvis
- El 27 d'agost el Ministeri de Cultura i Benestar passa a denominar-se únicament Ministeri de Cultura, quedant les competències de Benestar en el Ministeri de Sanitat i Seguretat Social.

- El 28 de febrer de 1978 es produeix l'única remodelació ministerial abans de les eleccions generals de 1979 i, a més, es crea el Ministeri per a les Relacions amb les Comunitats Europees i desapareix el Ministeri Adjunt per a les Relacions amb les Corts, les competències de les quals es traslladen al Ministeri de la Presidència.